# Neal Lloyd First
Neal Lloyd First (8 de outubro de 1930 – 20 de novembro de 2014) foi um biólogo estadunidense.
Recebeu o Prêmio Wolf de Agronomia de 1996/1997, "for his pioneering research in the reproductive biology of livestock".
Foi membro da Academia Nacional de Ciências dos Estados Unidos. Morreu em 20 de novembro de 2014, vitimado por câncer.